# Littérature basque
 (décembre 2023).
Si vous disposez d'ouvrages ou d'articles de référence ou si vous connaissez des sites web de qualité traitant du thème abordé ici, merci de compléter l'article en donnant les références utiles à sa vérifiabilité et en les liant à la section « Notes et références ».
La littérature basque est le nom traditionnellement utilisé pour faire référence à la littérature écrite en langue basque, dont le « basque unifié ».

## Définition
La littérature basque peut se définir au moins de deux manières : soit celle écrite par des auteurs originaires du pays basque, principalement en basque mais aussi en castillan ou en français ; soit celle écrite en basque indépendamment du lieu d'origine de l'auteur. 
Elle recouvre différents types d’œuvres littéraires, avec la particularité d’une part importante consacrée à la  poésie, notamment orale, avec le bertsolarisme.

## Histoire
Les premières textes en basque remontent aux Glosas Emilianenses autour de 950, néanmoins du fait de périodes de grande instabilité, notamment les guerres de clans du Moyen Âge, les guerres carlistes et la Guerre d'Espagne, font que très peu de textes antérieurs au XVIe siècle sont parvenus jusqu’à nous.

## XVIesiècle
Les plus anciennes traces d’une activité littéraire basque remontent au XVIe siècle mais une production significative semble n’avoir débuté qu’au XVIIe siècle. 
Parmi les rares chansons du XVIe siècle ayant survécu, on connaît la Chanson de la bataille de Béotibar qui traite de la bataille menée en 1321, ou le groupe de vers L’incendie du Mondragón de l’époque des guerres de clans basques. 
Le premier texte en prose écrit en basque est une lettre écrite en 1537 par le biscayen Juan de Zumárraga de Durango, premier archevêque de Mexico. 
Quelques années plus tôt en 1545, le premier livre connu à avoir été imprimé est publié à Bordeaux – un recueil de poèmes de Bernard d'Etchepare, un prêtre de Basse-Navarre dans le Pays basque français, sous le titre Linguæ Vasconum Primitiæ (« Prémisses de la langue basque »). Dans cet ouvrage, Etchepare exprime ses espoirs que la première publication d’un livre en basque servira à vivifier la langue et la culture. Ses efforts étaient influencés par les mouvements plus larges en Europe à cette époque encourageant la production littéraire dans les langues vernaculaires plutôt qu’en latin.

## XXesiècle
Parmi les écrivains de langue basque les plus importants du XXe siècle on peut citer : Telesforo Monzón (1904-1981), Salbatore Mitxelena (1919-1965), Gabriel Aresti (1933-1975), Nikolas Ormaetxea (1888-1961), Txillardegi (1929-2012, pseudonyme de José Luis Álvarez Enparantza), Joxe Azurmendi (1941-), Ramón Saizarbitoria (1944-), Bernardo Atxaga (1951), Joseba Sarrionandia (1958-). On compte par ailleurs de nombreux écrivains basques qui ont écrit en castillan : Blas de Otero (1916-1979), Gabriel Celaya (1911-1991).

## Poésie basque
Le bertso ou bertsu est un chant d'improvisation en vers, rimé et strophé chanté par des bertsolaris dont l'art remonte au XVIIIe siècle. 
On distingue dans le bertsolarisme plusieurs types de chants : hamarreko, zortziko. 
Parmi les poèmes de langue basque : 
- Xalbadorren heriotzean ;
- Txoria txori ;
- Nire aitaren etxea defendituko dut.

## Édition
Entre 1545 et 1974, environ 4 000 ouvrages en langue basque ont été publiés, tandis que 12500 ont été publiés entre 1975 et 1995. 
L’édition moderne basque a débuté avec la naissance de la maison d’édition Elkar en 1972. D’autres maisons d’édition en langue basque existent, comme Éditions Auñamendi, Itxaropena, Labayru, Maiatz (et sa revue éponyme), Txalaparta, etc.

## Prix et récompenses
On compte plusieurs prix littéraires de langue basque, en France ou en Espagne : 
- Prix Etxepare
- Prix Euskadi
- Prix littéraire Gazteluma
- Prix Argizaiola du salon du livre et du disque basques de Durango
- Prix Zilarrezko Euskadi